# Церква святих апостолів Петра і Павла (Старі Братушани)
Церква Святих Апостолів Петра і Павла — християнсько-православна церква кін. ХІХ ст. у с. Братушани. Пам'ятник є одним із прикладів пізнього впливу дерев'яної культової архітектури на кам'яну.

## Розташування
Церква розташована в центрі с. Братушани, приблизно у 200 км на півночі від Кишинева.

## Історія
До заснування церкви в селі Братушани віряни збиралися в церкві Святого Миколая в сусідньому селі Купчинь. На початку XIX ст. надійшла пропозиція побудувати церкву в селі Братушани. Для цього 16 липня 1822 р.сюди був направлений священник церкви села Пескеуць Хотинського повіту Іоанн Євтушинський. Через кілька років у заяві від 5 березня 1829 р. священник скаржився ієрарху Бессарабії, що з моменту його призначення головою парафії «…власник Йордаке Гафенко обіцяв побудувати церкву в селі, але через два роки він помер. Я звертався багато разів до дітей власника, але матеріали для побудови церкви досі ще не зібрані. Тому я в цій парафії без церкви перебуваю вже з 1822 р., прошу мене перевести в іншу парафію». За наказом архієпископа Дмитра Сулими священник Іоанн Євтушинський був переведений до церкви з села Білоусівка Хотинського повіту, а Братушанська парафія була включена до складу парафії Купчинь.

У 1873 р. у Братушанах було збудовано кам'яну церкву Святого Петра та Павла та освячено 1 жовтня того ж року. Її засновником був землевласник Петро Кузьмінський, чоловік Ганни Миколаївни Гафенко, який за цей християнський вчинок був похований поблизу святого місця. Першим священником церковної парафії в Братушанах був Єлисей Георгіанов . У 1878 р. біля церкви було відкрито парафіяльну школу під керівництвом Федора Кошера. Після виходу на пенсію Єлисея у 1911 р. головою Братушанського приходу був призначений його син Ніл Георгіанов. Він служив у парафії до 1919 р. У 1906 р. під керівництвом Анни Кузьмінської всередині церкви було проведено ремонт. У міжвоєнний період у Братушанській церкві служили Митрофан Полянський, випускник Духовної Семінарії, який прибув з Хотинського повіту в 1919 р., та Іван Симашкевич, який також приїхав із Хотинського повіту. Останній пішов на пенсію за станом здоров'я 1 березня 1940 року.
1 червня 1940 р., за рішенням Міністерства № 23440, було засновано парафію в селі Нові Братушани Бельцького повіту; таким чином, ПАРАФІЯ села Братушени була розділена (але без збільшення бюджету). З 1945 по 1953 рр. у Братушанській церкві служив священник Іоанн Теодор Плачінте, а з 1954 р. — Михайло Миколайович Михайлюк. Після закриття в 1960 р християнської церкви Петра і Павла комуністична влада розмістили в її будівлі в 1973 р картинну галерею. У ній мешканці села мали змогу  познайомитися з картинами таких митців, як В. В. Щербаков, А. А. Васильєв та ін., побачити твори рухомих виставок образотворчого мистецтва Молдавії, фотовистав на атеїстичну і патріотичну тематику («На варті Батьківщини», «Наша республіка»). Знову відкрилася церква тільки в 1990 р. Після ремонту церква була освячена 5 грудня 1995 р митрополитом Кишинева і всієї Молдови Володимиром. Очолював тоді парафію протоієрей Василь Яровий. З 2011 по 2016 рр. в церкві служили 3 священники: Василь Яровий, Віктор Бабісанда, Сергій Гросу. У 2017 р залишилися при храмі тільки перші двоє. З 2023 р.настоятелем храму Святих Апостолів Петра і Павла є тільки протоієрей Віктор Бабісанда. При церкві є Недільна школа, яка розпочала свою діяльність у 2012 р.

## Архітектура
З точки зору архітектури церква села Братушани являла собою форму хреста з трьома рівнями дзвіниці. У міжвоєнний період вона була 19 м в довжиною та 11.5 мширини, 8 подвійних вікон і 6 дзвонів вагою від 200 до 32 кг. Церква  була огороджена кам'яним парканом і мала у своєму розпорядженні 18 га землі. У 2012 р. почалася капітальна реконструкція храму: посилення фундаменту, штукатурка внутрішніх і зовнішніх стін, повна заміна даху, куполів, вікон, дверей, електрики, проведення газового опалення. В результаті чого до 2022 р. церква дещо змінилася.

## Священнослужителі
Єлисей Георгіанов — перший священник Православної церкви в с. Братушани. Народився в 1843 р. в сім'ї вчителя Штефана Георгіанова з села Сінгурень Ясського повіту. У 1867 р.закінчив духовну семінарію міста Кишинева. 26 липня 1867 р. архієпископ Кишинівський і Хотинський Антоній призначив Єлисея Георгіанова священником церкви села Фалешть. 1 грудня того ж року він був переведений до церкви Святого Миколая села Купчинь Ясського повіту. У 1873 р, після того, як село Купчинь увійшло до складу Братушанського приходу, служив вже в цій Церкві. Він був позбавлений своїх обов'язків 21 травня 1911 року.
Ніл Георгіанов — священник, рід. 1878 р., випускник Кишинівської Духовної Семінарії (1903). Служив у Братушанській церкві з 1911 по 1919 р. Сюди його перевели з приходу Бринзень, повіту Белць. Викладав Закон Божий у місцевій двокласній народній школі.
Іоанн Теодор Плачінте — священник, народився у 1896 р. в селі Поповка Аккерманського повіту. З 1908 по 1913 рр.  навчався в Кишинівській духовній школі, з 1913 по 1919 — в Кишинівській духовній семінарії, а в 1920—1921 рр. виконував функцію керівника Єдинецької духовної школи. У 1921—1929 рр.він служив священником у парафії с. Малинешть Хотинського повіту. З 1929 до 1944 р. — с. Грушовець цього ж повіту. У березні 1944 р. переселився до Румунії, де до травня 1945 р. був пастором церкви с. Ніколиця з повіту Караш-Северін. Після чого повернувся до Молдови і був призначений священником в с. Братушани, а в 1953 р. був переведений в      с. Стольничани Братушанського району. У службових актах, заповнених комуністичною владою, він характеризується, як « небезпечна персона для радянської держави».
Михайло Миколайович Михайлюк — священник, народився у 1914 р.в с. Босяч Кобринського району Брестського регіону (Білорусія) в 1936 р. закінчив польську урядову гімназію гуманітарного спрямування. До 1941 р. проживав з батьками в рідному селі. У 1941—1945 рр. працював у вугільній шахті на Донбасі. У 1949 р. закінчив духовну семінарію в Мінську, після чого служив у багатьох парафіях Мінської єпархії. 2 листопада 1952 переведений до Кишинівської єпархії і призначений священником церкви  с. Українка Каушанського району. У 1953 р. був переведений до церкви с. Липкани, а в травні 1954 р. — Братушанської церкви.
Віктор Бабісанда — протоієрей Молдавської Православної церкви, народився 31 серпня 1976 р. У  1994—1998 рр. проходив навчання в Одеській Духовній Семінарії. У 1999 р. був посвячений у сан священника зі служінням на парафію в Комратсько-Кагульську єпархію в село Кайраклія, Тараклійського району. У 2007—2011 рр. служив у с. Александерфельд Кагульського району. У 2011 р. був переведений в Єдинецько-Бричанську єпархію, в с. Старі Братушани настоятелем храму Святих Апостолів Петра і Павла, де знаходиться по теперішній час. Дружина — Наталія Бабісанда (20.02.1980). Діти: Серафима (26.07.2000), Сергій (06.03.2002).

## Історична цінність
Вплив дерев'яного зодчества на кам'яне особливо помітно на кам'яних шатрових храмах, яким є храм Святих Апостолів Петра і Павла. (Хоча в науці точаться численні суперечки щодо того, чи відбулися кам'яні намети від дерев'яних чи навпаки). Пам'ятник має національну значущість і занесений до Реєстру пам'яток Республіки Молдова, які охороняє держава.

## Галерея

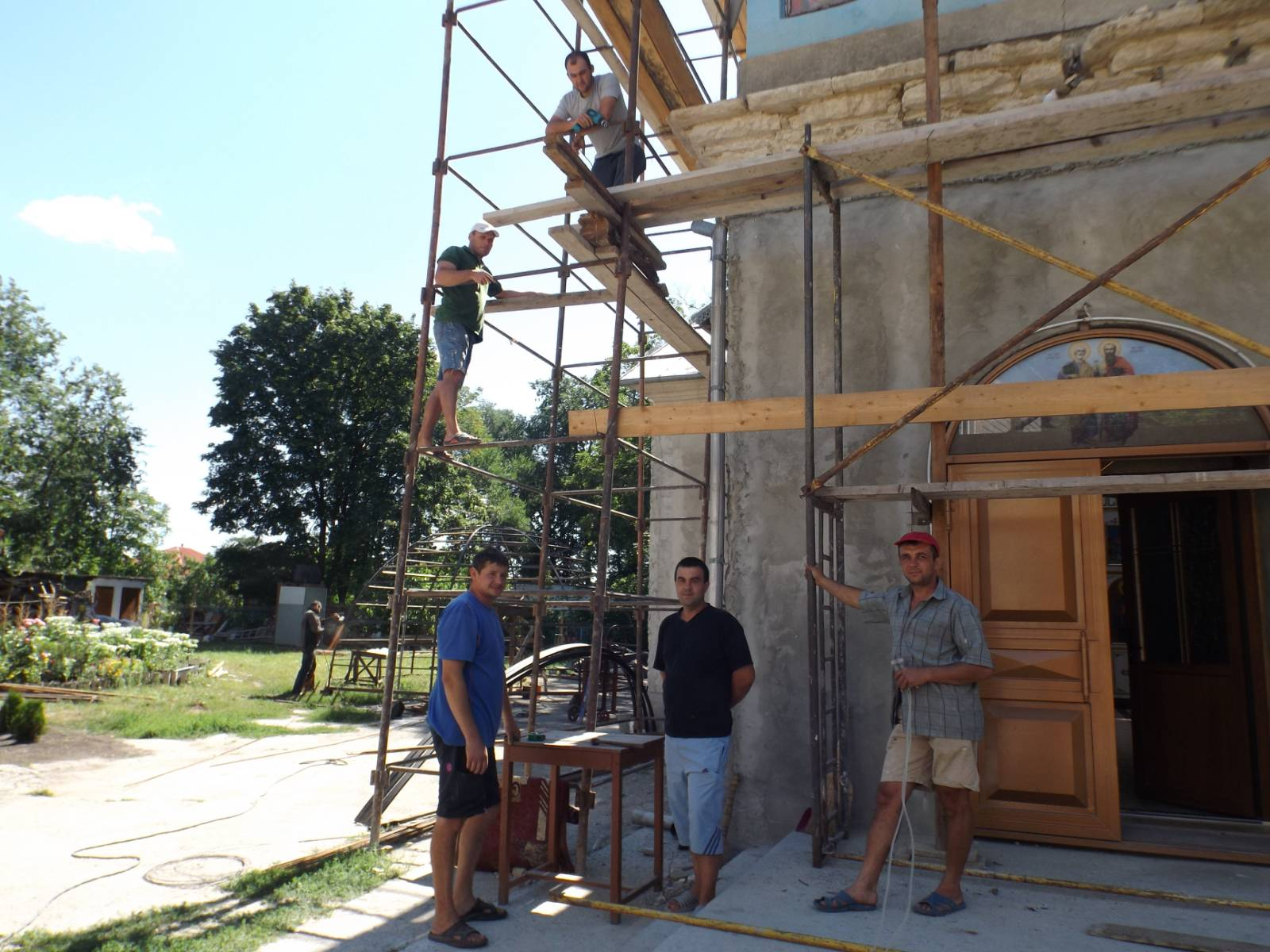
Церква під час ремонту. Фото 2017
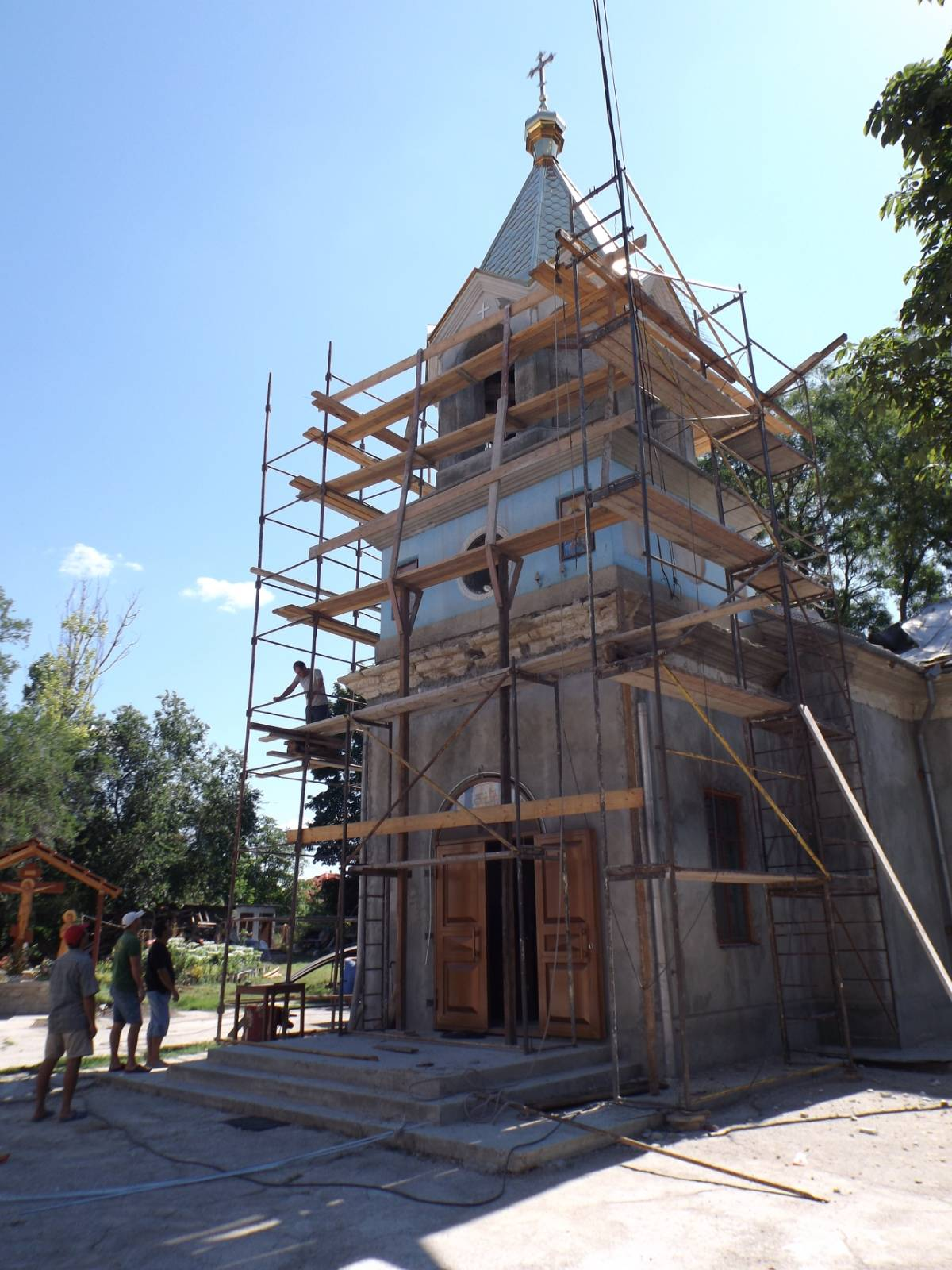
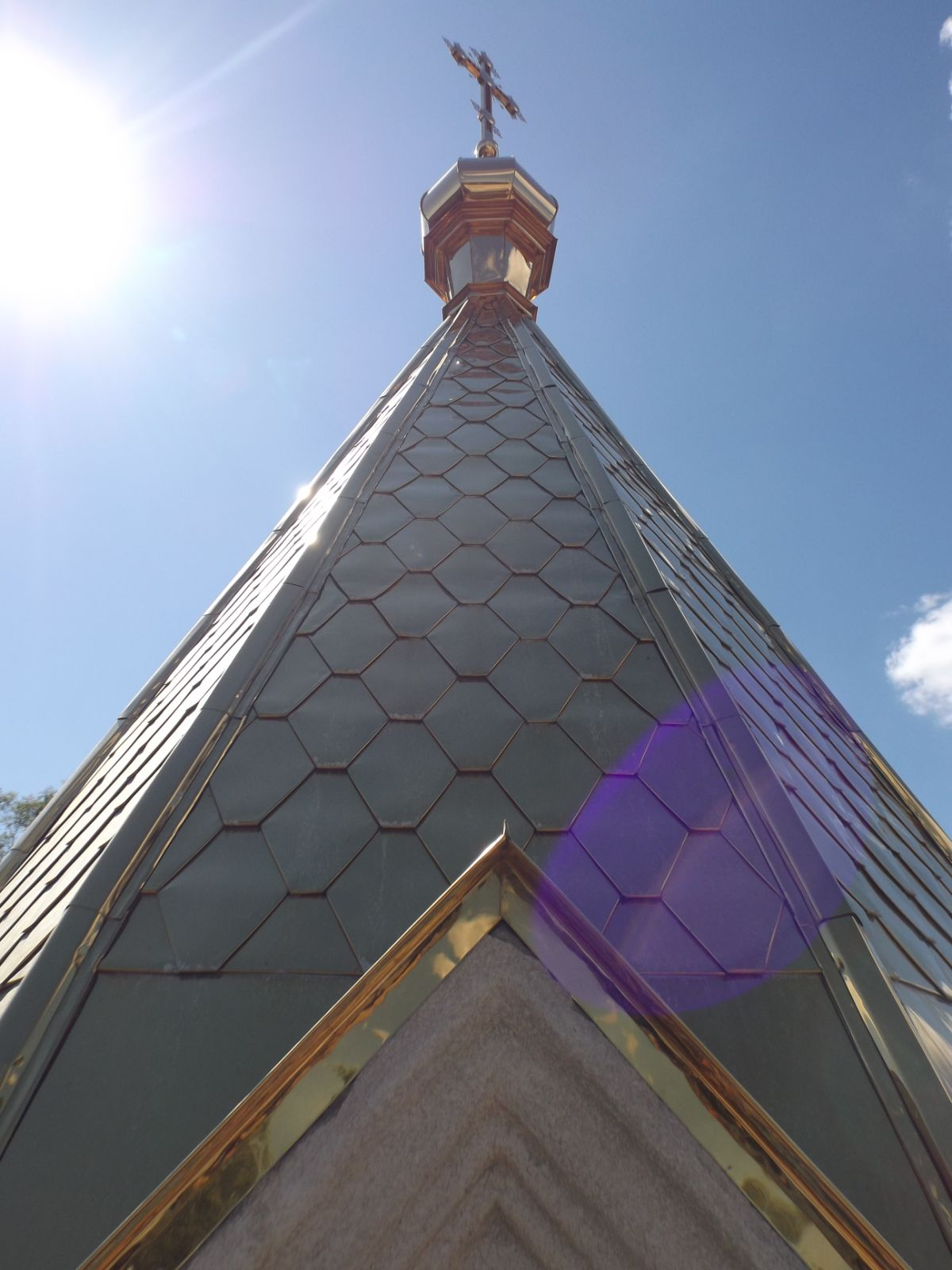
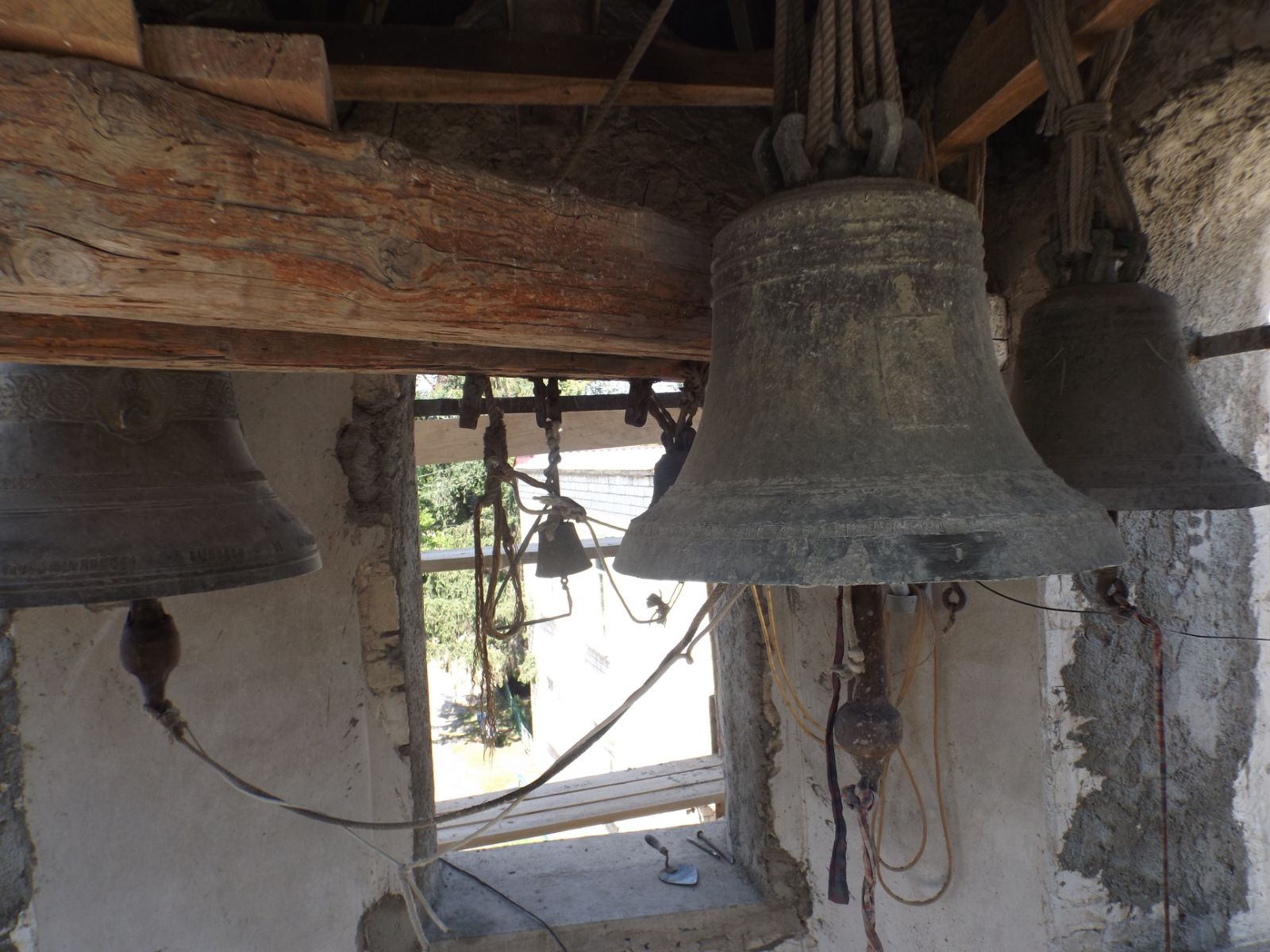
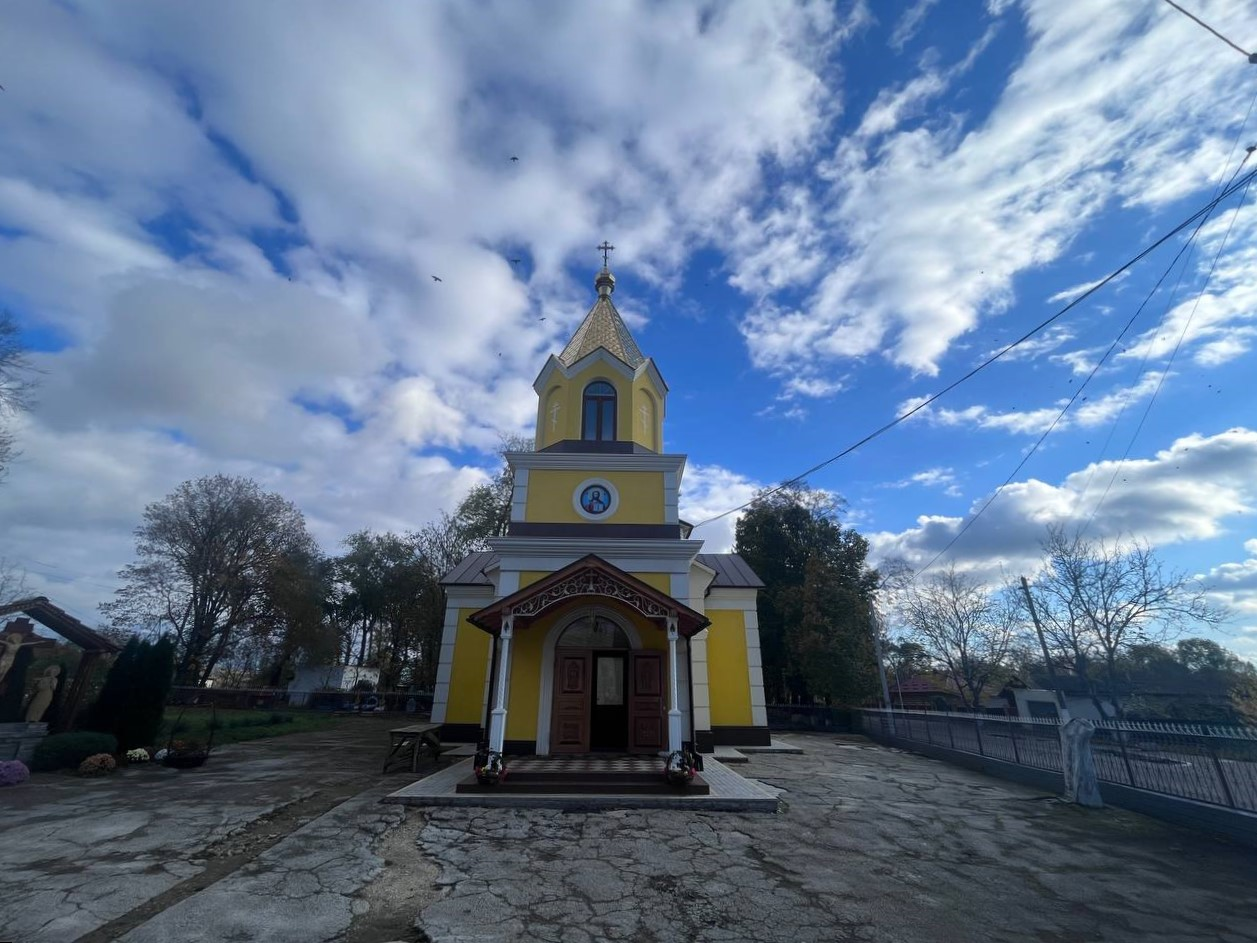
Церква пiсля ремонту. Фото 2023
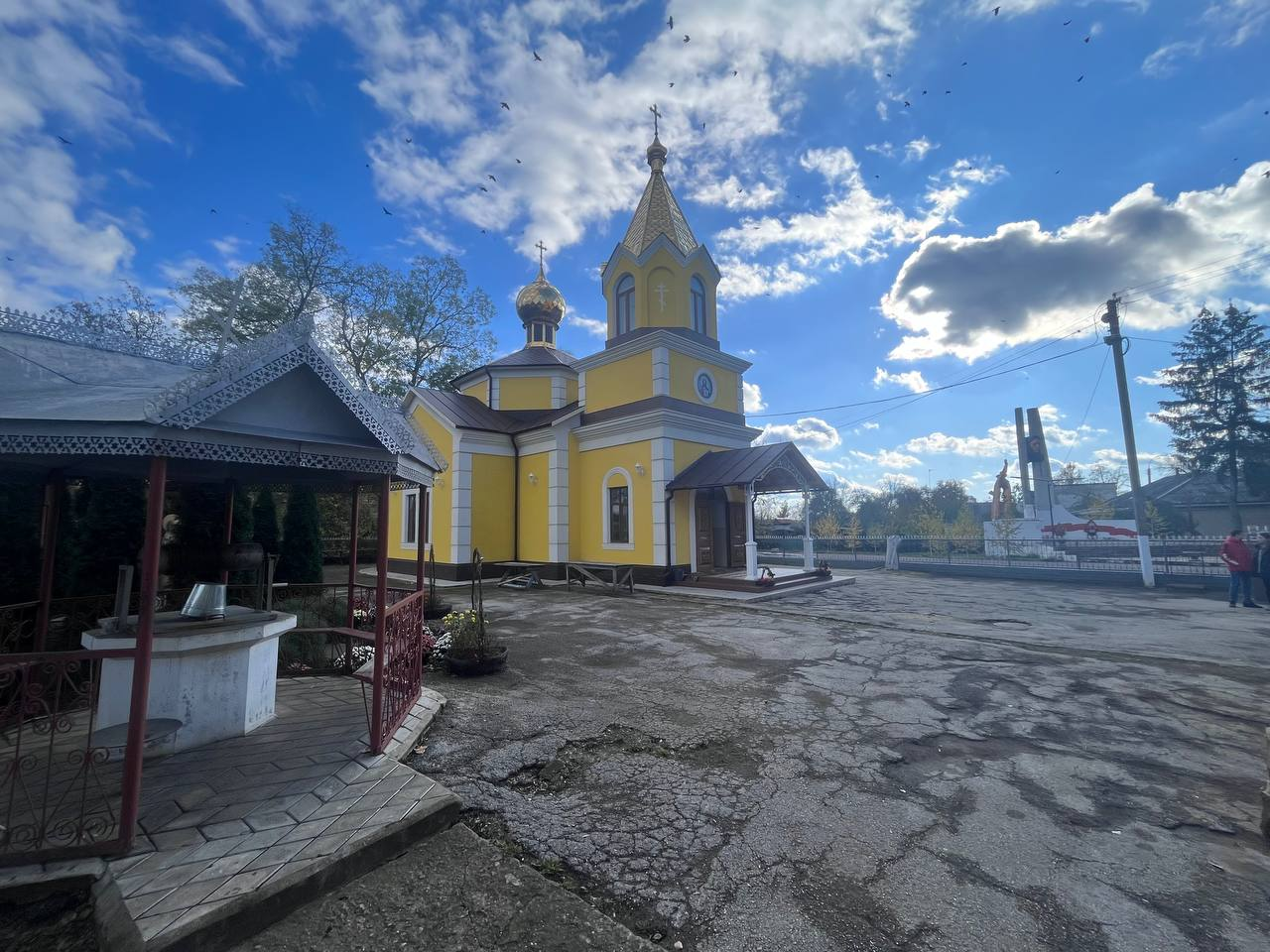
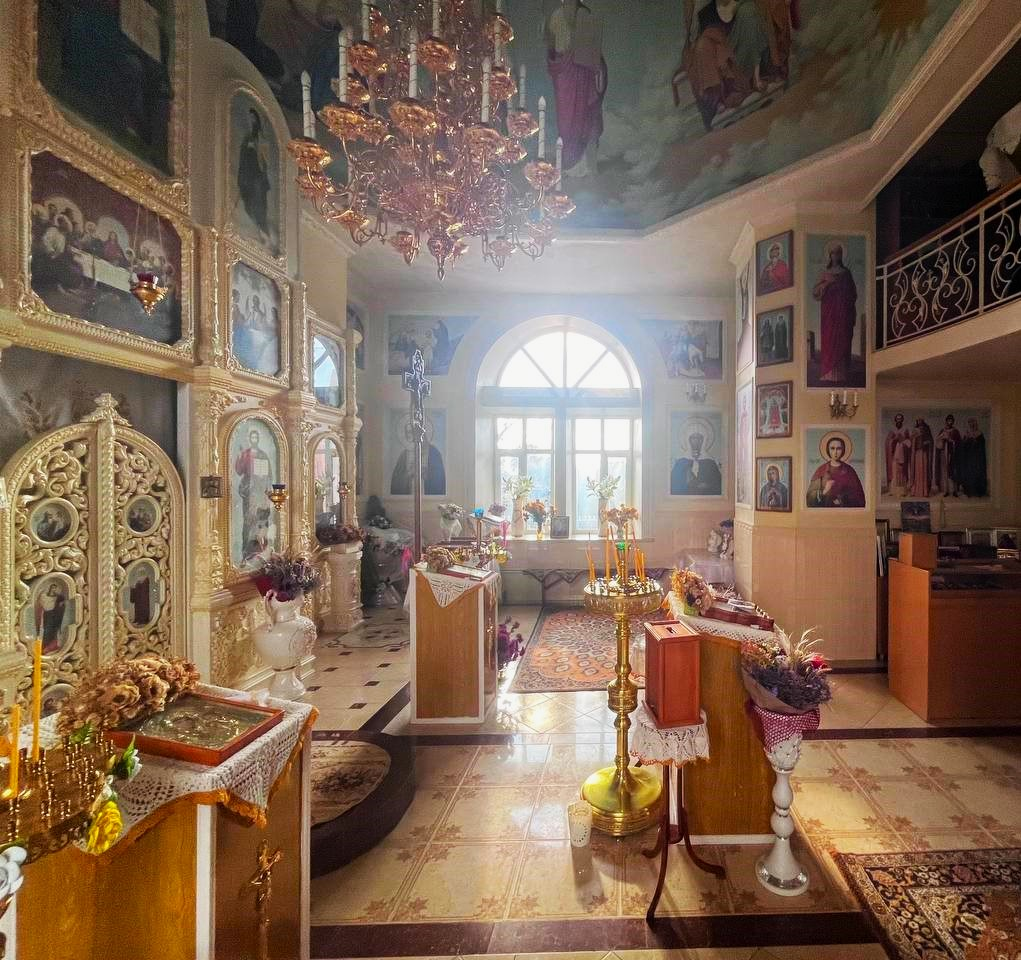
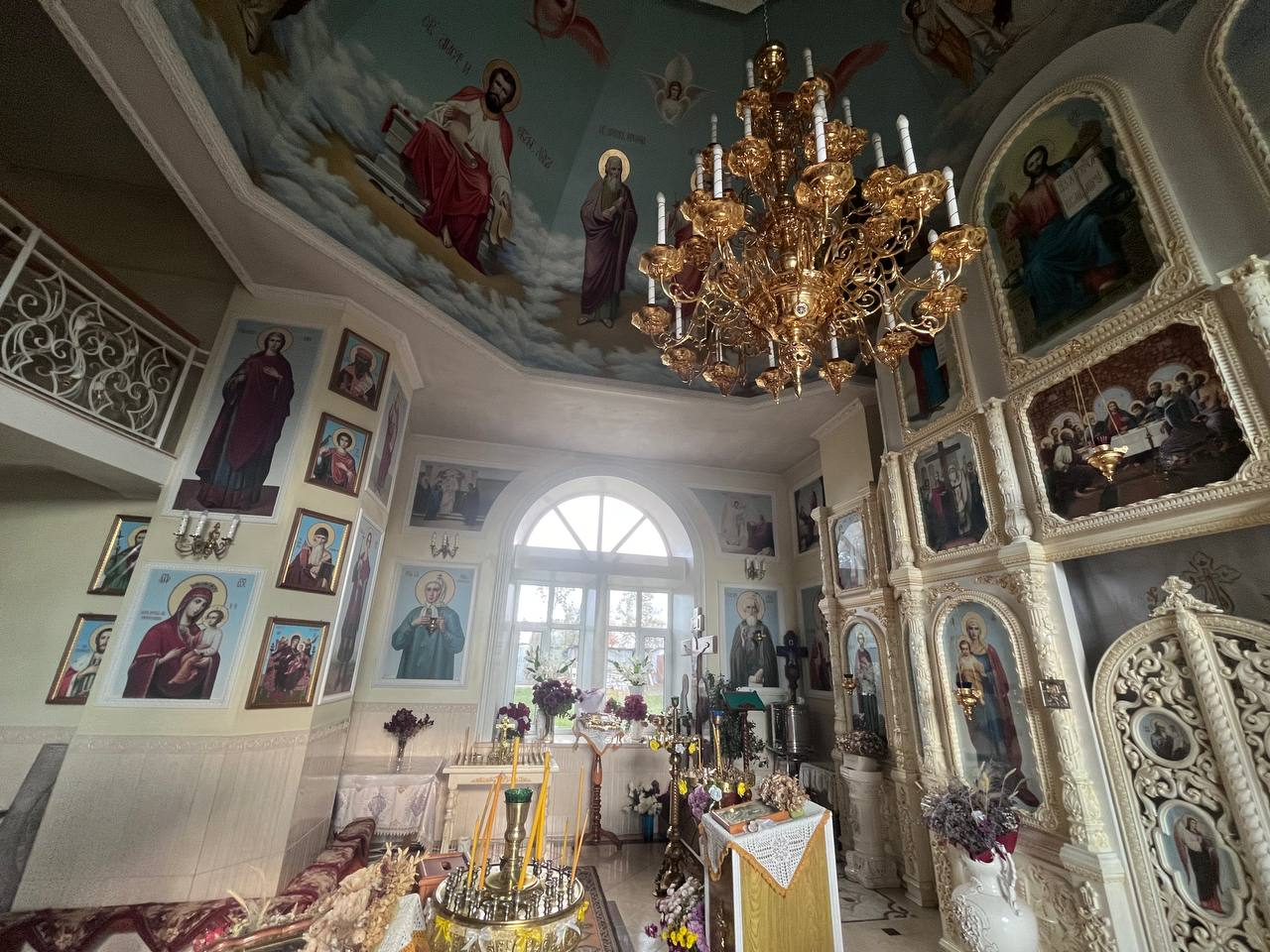
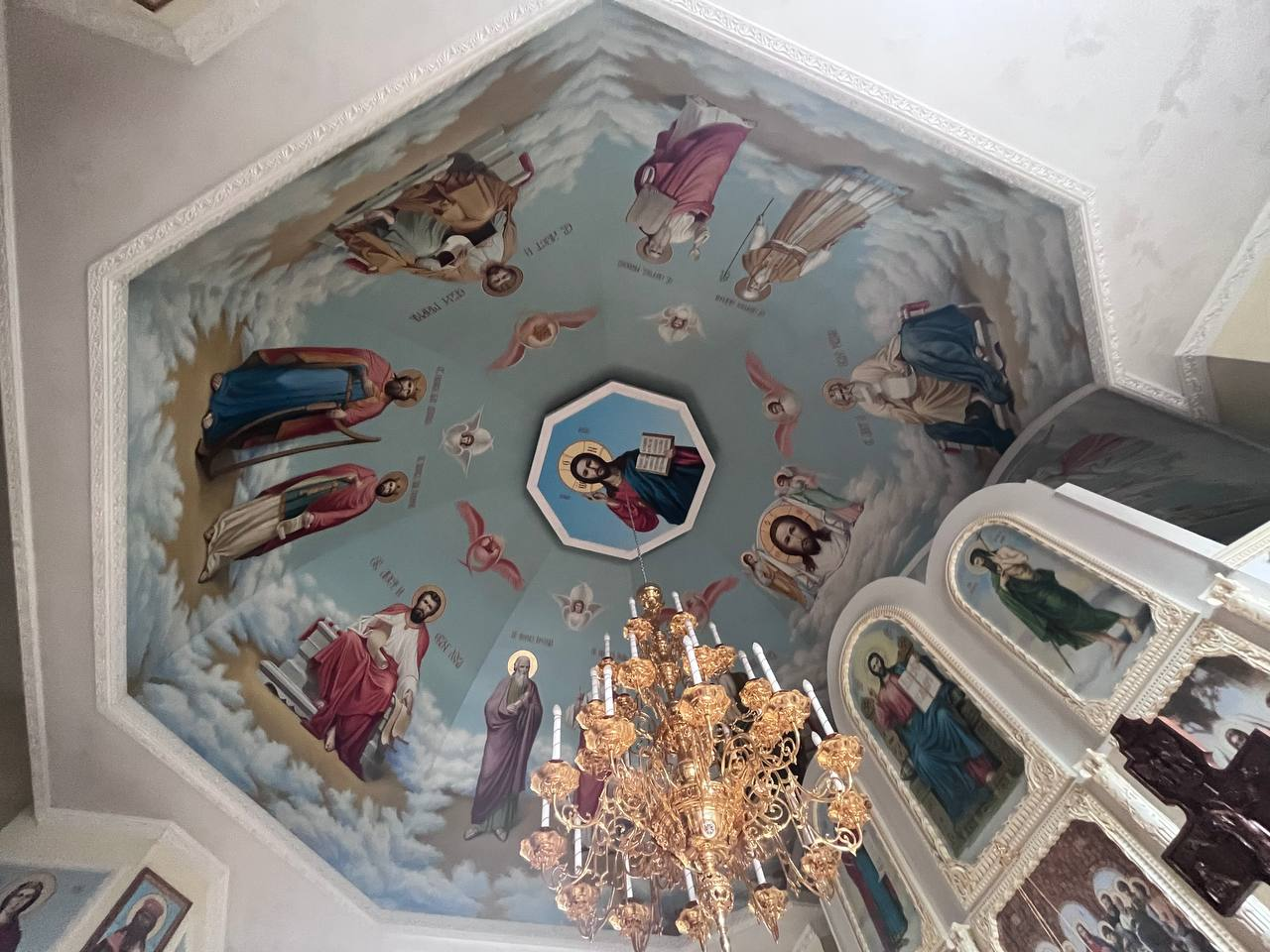